# Francisco Macedo
Francisco Macedo là một đô thị thuộc bang Piauí, Brasil. Đô thị này có diện tích 117,317 km², dân số năm 2007 là 2265 người, mật độ 19,31 người/km².